# São José do Barreiro
São José do Barreiro este un oraș în São Paulo (SP), Brazilia.